# Piper PA-31 Navajo
De Piper PA-31 Navajo is een Amerikaans tweemotorig laagdekker passagiersvliegtuig met een driewielig intrekbaar landingsgestel. Het door Piper Aircraft geproduceerde toestel voor vijf tot zeven passagiers maakte zijn eerste vlucht op 30 september 1964. Totaal zijn er van de PA-31 3942 exemplaren gebouwd, de productie is in 1984 gestaakt. De Navajo is wereldwijd in gebruik bij zowel civiele als militaire gebruikers.
De Navajo is een klein passagierstoestel voor taxivluchten en zakenverkeer. Het toestel werd uitgerust met zowel atmosferische als turbogeladen zuigermotoren van 310-425 pk. De Navajo was ook beschikbaar in een uitvoering met drukcabine, de PA-31P ("P" van Pressurized). De Navajo Chieftain variant werd naast zuigermotoren ook geleverd met Pratt & Whitney turboprop motoren onder type-aanduiding PA-31T3. De grotere Cheyenne variant werd onder deze naam uitsluitend geleverd met turboprop aandrijving.
De Navajo is ook in licentie gebouwd in Argentinië, Colombia en Brazilië.

## Varianten

Piper Navajo Chieftain tekening

PA-31 Navajo
Eerste productieversie, ook bekend onder de aanduiding PA-31-310.
PA-31-300 Navajo
Variant van de Navajo met atmosferische motoren; 14 gebouwd.
PA-31 Navajo B
Marketingnaam voor de in 1971 verbeterde variant met zescilinder turbogeladen 310 pk Lycoming motoren. Nieuwe airconditioning. Optioneel met aparte deur voor de piloot en grote vrachtdeur.
PA-31 Navajo C
Marketingnaam voor de variant uit 1974 met een aantal kleine verbeteringen.
PA-31P Pressurized Navajo
Versie van de PA-31 Navajo met een drukcabine, met twee 425 pk Lycoming TIGO-541-E1A zescilinder motoren.
PA-31-325 Navajo
Ook aangeduid als "Navajo C/R", met twee 325 pk contraroterende Lycoming motoren. Contraroterende motoren verbeteren de bestuurbaarheid en verhogen de vliegveiligheid.
PA-31-350 Chieftain
Verlengde versie van de Navajo met een 0,61 m langere romp en twee 350 pk contraroterende motoren.
PA-31P-350 Mojave
Piper PA-31T variant op basis van een Cheyenne airframe. Met zuigermotoren in plaats van turboprops. De Piper Mojave biedt het comfort van een ruime drukcabine, maar met een lager brandstofverbruik dan een turboprop. 50 stuks gebouwd.
PA-31-350T1020
Ook bekend als type T1020/T-1020. Variant van de PA-31-350 Chieftain die is geoptimaliseerd voor korte forensenroutes. Met minder brandstof en plaats voor negen passagiers. 21 gebouwd.
PA-31T3
Ook bekend als T1040/T-1040. Turboprop aangedreven toestel met de romp van de PA-31-350T1020, maar de vleugels, staart en 2 × 500 pk turboprop motoren van de PA-31T1 Cheyenne. Eerste vlucht op 17 juli 1981. 24 gebouwd.
PA-31-353
Experimentele versie van de PA-31-350; Twee stuks gebouwd.
T1050
Tekentafelvariant met 3,51 m verlengde romp ten opzichte van de PA-31-350. Nooit gebouwd.
EMB 820C
In licentie gebouwde Navajo door vliegtuigfabrikant Embraer in Brazilië.
Neiva Carajá
Turboprop conversie van de EMB 820C, uitgerust met twee Pratt & Whitney PT6 motoren van 550 pk.

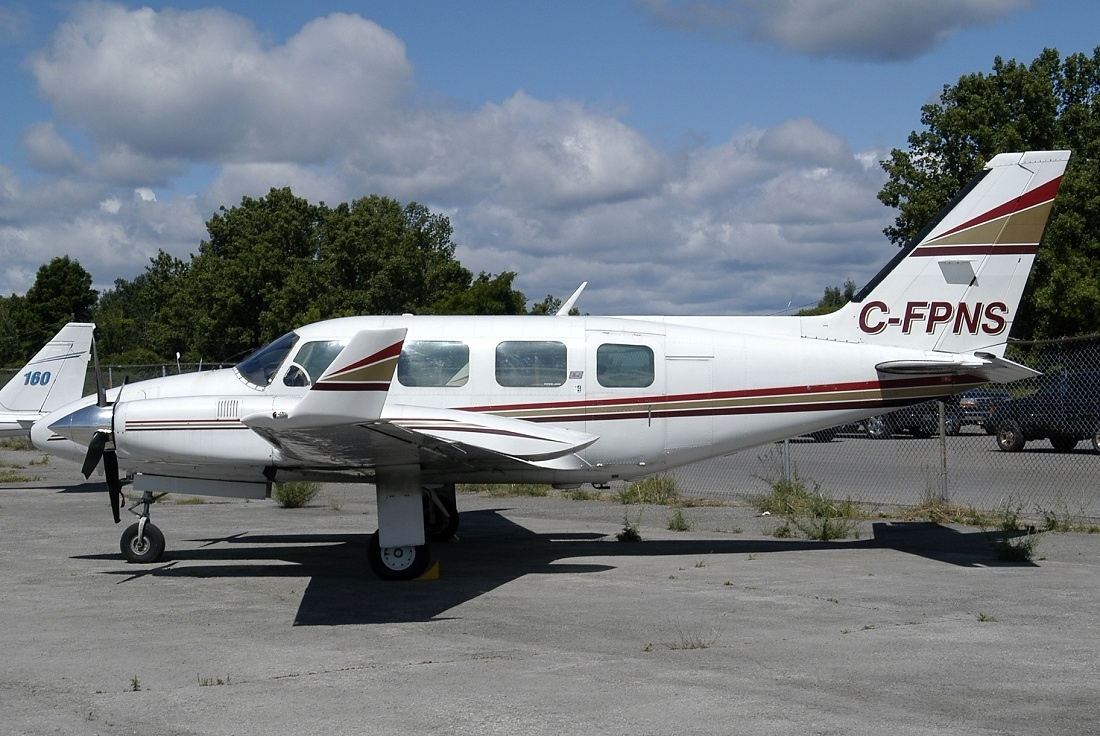
PA-31-325 Colemill Panther conversie met winglets

Colemill Panther
Door de firma Colemill in Nashville gehermotoriseerde Navajo met twee 350 pk Lycoming TIO-540-J2B motoren plus twee vierblads Hartzell “Q-Tip” propellers en winglets.

### Piper Cheyenne
PA-31T Cheyenne
Doorontwikkeling van de PA-31P Pressurized Navajo (met drukcabine) voor 4-6 passagiers, met 2 × 620 pk Pratt & Whitney turboprop motoren. Tussen 1974–1985 zijn er 823 exemplaren van gebouwd. Er zijn ook 50 stuks PA-31T gebouwd met zuigermotoren en verkocht onder de naam Mojave.
PA-42 Cheyenne
Grotere versie van de PA-31T Cheyenne, met een verlengde romp voor 6-9 passagiers en een drukcabine. Geleverd met zowel 2 × 720 pk als 2 × 1000 pk turboprop motoren. Met de 2 x 1000 pk turboprops haalde de PA-42 een kruissnelheid van 552-650 km/h (max.) en een vliegbereik van 4148 km.  Totaal 384 exemplaren gebouwd tussen 1979-1993.

## Specificaties PA-31 Navajo
- Type: PA-31 Navajo
- Fabriek: Piper Aircraft
- Bemanning: 1-2
- Passagiers: 5-7
- Lengte: 9,94 m
- Spanwijdte: 12,40 m
- Hoogte: 3,96 m
- Vleugeloppervlak: 21,30 m²

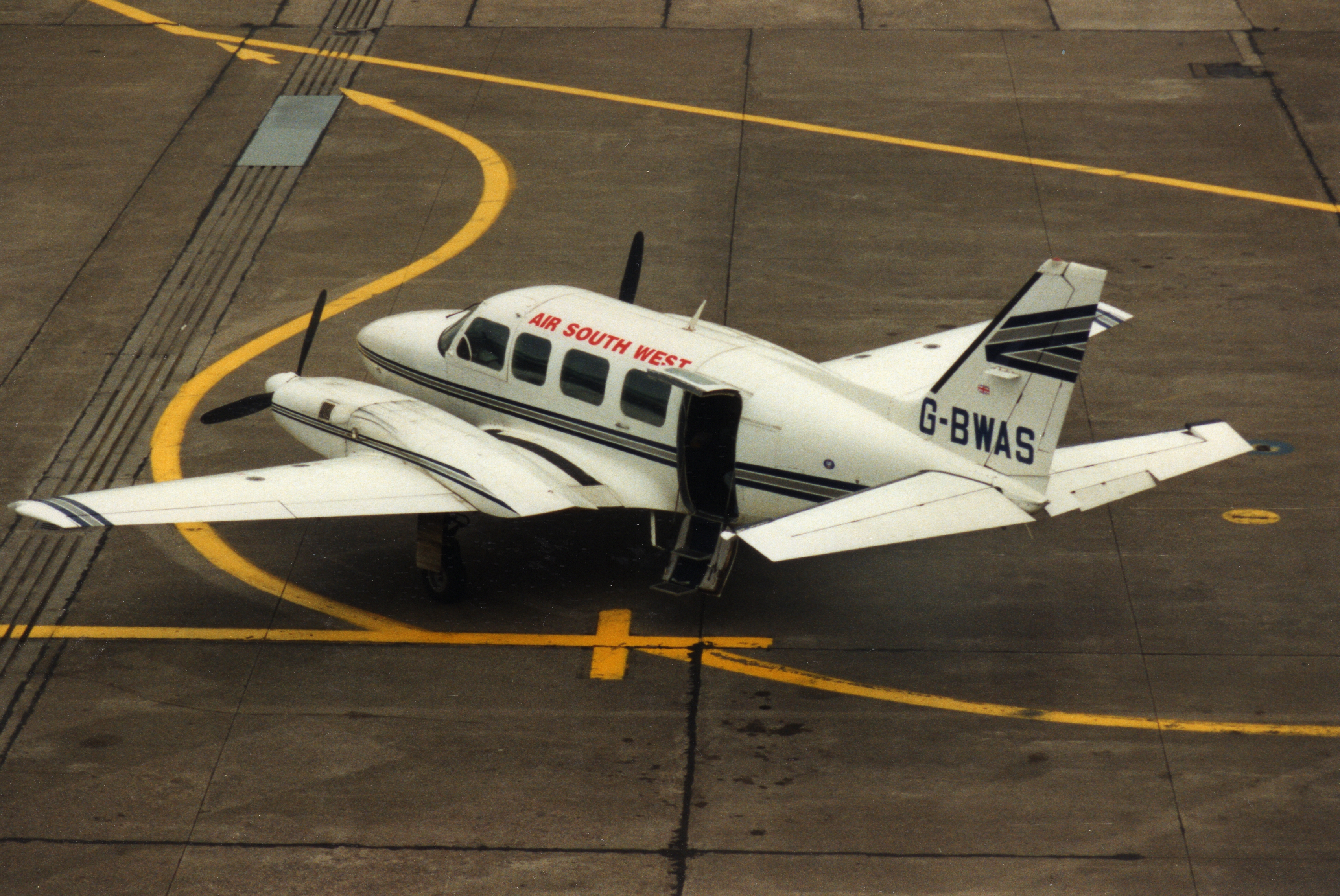
PA-31 Navajo (Dublin 1994)

- Vleugelprofiel: NACA 634415 bij de vleugelwortel, 631212
- Leeg gewicht: 1783 kg
- Maximum gewicht: 2948 kg
- Brandstof: 720 liter
- Motoren: 2 × Lycoming TIO-540-A zescilinder boxermotor, 310 pk (230 kW) elk
- Propellers: drieblads Hartzell met volledige vaanstand, 2,03 m diameter.
- Eerste vlucht: 30 september 1964
- Aantal gebouwd: 3942
- Gebouwd: 1967–1984

Prestaties
- Maximumsnelheid: 420 km/u (op 4600 m)
- Kruissnelheid: 383 km/u (op 6100 m)
- Overtreksnelheid: 117 km/u (flaps neer)
- Never Exceed Speed: 438 km/u
- Klimsnelheid: 7,3 m/s
- Plafond: 8000 m
- Vliegbereik: 1875 km